# Setge d'Antioquia (1268)
El setge d'Antioquia fou una de les batalles de la guerra mameluco-croada, i va posar en 1268 la capital del Principat d'Antioquia en mans del Soldanat Mameluc.

## Anteccedents
L'any 1260, el sultà d'Egipte i Síria, Bàybars I, va començar a amenaçar l'estat croat d'Antioquia, el qual, com a vassall dels armenis, havia donat suport als mongols, els enemics tradicionals dels turcs. L'any 1265 va dur a terme les seves amenaces, va capturar Cesarea Marítima, Haifa i Arsuf, i va massacrar als seus habitants. Un any després, Baibars va conquistar Galilea i va devastar Cilícia (l'actual Armènia).
La ciutat d'Antioquia s'havia vist debilitada durant els anys anteriors pels seus conflictes amb Armènia i les lluites internes.

## El setge
L'any 1268, Baibars va assetjar la ciutat d'Antioquia, capturant-la el 18 de maig. Va saquejar la ciutat i va matar o esclavitzar a la població. Amb la seva caiguda, la resta de Síria aviat va caure també, i la influència dels francs va arribar a la seva fi.

## Conseqüències
La fortalesa hospitalària del Krak dels Cavallers va caure tres anys després. Encara Lluís IX de França va llançar la Vuitena Croada amb l'objectiu declarat de recuperar-se d'aquests desastres, la croada es va dirigir a Tunísia en Setge del pròxim orient a causa de les maquinacions de Carles I de Sicília, i el rei francès acabaria morint de malaltia.
En el moment de la seva mort, el 1277, Baibars havia fet recular els croats a un grapat de fortaleses al llarg de la costa, i aquests es van veure expulsats definitivament de l'Orient Mitjà a principis del segle xiv. La caiguda d'Antioquia va resultar tan fatal per als croats com vital ho va ser la seva captura per a l'èxit inicial de la Primera Croada.